# L'italiana in Algeri

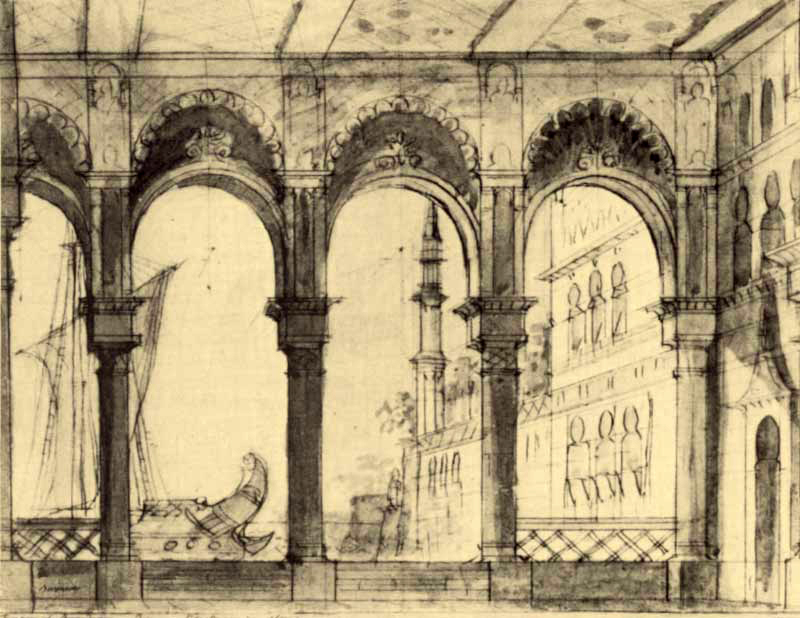
L'italiana in Algeri (1826)

L'italiana in Algeri (De Italiaanse in Algiers) is een komische opera in twee bedrijven van Gioacchino Rossini op een libretto van Angelo Anelli, gebaseerd op een tekst van Luigi Mosca. De eerste opvoering vond plaats op 22 mei 1813. in het Teatro San Benedetto te Venetië.

## Inhoud

### Eerste bedrijf
Het paleis van de bey van Algiers.
Elvira beklaagt zich tegenover haar slavin Zulma dat haar echtgenoot Mustafà niet meer van haar houdt. Mustafà onthult aan Haly, kapitein van de Corsaren, dat hij van plan is Elvira uit te huwelijken aan zijn Italiaanse slaaf Lindoro. Hij zelf is toe aan een nieuwe uitdaging en wil dit keer een Italiaanse vrouw.
Lindoro droomt echter van Isabella, zijn ware liefde, maar dan komt Mustafà binnen en vertelt Lindoro over zijn aanstaande huwelijk, waar deze met alle macht onderuit probeert te komen.
Een schip heeft schipbreuk geleden tijdens een storm, maar de passagiers, waaronder Isabella en haar aanbidder Taddeo, zijn veilig aan land gekomen. Isabella is op zoek naar Lindoro, maar dan worden zij gevangengenomen door Haly en zijn mannen. Haly is opgetogen als hij hoort dat zij een Italiaanse is, en hij brengt het nieuws aan Mustafà, die in de zevende hemel is.
Omgeven door eunuchs ontvangt hij Isabella in een grote zaal. Hij is onder de indruk van haar schoonheid, maar zij allesbehalve van de zijne. Dan komen Lindoro, Elvira en Zulma binnen om afscheid te nemen. Lindoro en Isabella staan stomverbaasd tegenover elkaar. Isabella vraagt naar Elvira en krijgt te horen dat zij Mustafà's ex is, en dat ze met Lindoro gaat trouwen. Isabella is ontsteld en zet Mustafà op zijn nummer.

### Tweede bedrijf
Elvira en Zulma hebben Isabella's vaardigheden met mannen in de gaten. Mustafà onthult zijn strategie. Lindoro is nu Isabella's dienaar en hij en Taddeo moeten Isabella helpen. Elvira en Zulma komen zeggen dat Mustafà op de koffie komt.
Wanneer Isabella en Lindoro alleen zijn legt hij uit dat hij geenszins van plan was met Elvira te trouwen, en beiden besluiten samen te ontsnappen. Dan komt Mustafà binnen om koffie te drinken, en hij zegt tegen Taddeo dat iedereen weg moet gaan als hij begint te niezen. Isabella begroet hem hartelijk, maar als hij begint te niezen blijft iedereen zitten.
Elders in het paleis bezingt Haly de Italiaanse vrouwen. Taddeo vertelt aan Lindoro dat hij niet, zoals iedereen denkt, Isabella's oom is, maar haar minnaar. Hij heeft er geen idee van wie Lindoro werkelijk is. Lindoro zegt tegen Mustafà dat hij als hij Isabella wil hebben, tot de 'pappataci' (brave huisvaders die horen, zien en zwijgen) moet gaan behoren. Zulma en Haly speculeren over Isabella's werkelijke plannen, en de hoeveelheid alcohol die nodig is voor de ceremonie.
In haar appartement wijst Isabella de slaven aan die pappataci in de ceremonie zullen zijn. Zij zal hen naar de vrijheid leiden. De ceremonie begint en Mustafà is in de wolken met zijn nieuwe eer. Isabella legt zijn verplichtingen uit. Hij moet de eed van eten, drinken en zwijgen afleggen. Hij herhaalt de woorden na Taddeo. Dan volgt de uitvoering van die eed.
Een Europees schip ligt bij het paleis, en het is tijd om te ontsnappen. Taddeo realiseert zich uiteindelijk wie Lindoro is, maar besluit toch met hen mee te gaan. Elvira, Zulma en Haly ontdekken dat de bey zich nog steeds als een gek gedraagt, maar dan komt hij bij zinnen en ziet dat hij misleid is. Hij roept zijn wachters, maar die zijn allemaal dronken. De Italianen zwaaien vaarwel en Mustafà vraagt Elvira vergiffenis. Geen Italiaansen meer voor hem.
La cambiale di matrimonio (1810) · L'equivoco stravagante (1811) · L'inganno felice (1812) · Ciro in Babilonia (1812) · La scala di seta (1812) · Demetrio e Polibio (1812) · La pietra del paragone (1812) · L'occasione fa il ladro (1812) · Il signor Bruschino (1813) · Tancredi (1813) · L'italiana in Algeri (1813) · Aureliano in Palmira (1813) · Il turco in Italia (1814) · Sigismondo (1814) · Elisabetta, regina d'Inghilterra (1815) · Torvaldo e Dorliska (1815) · Il barbiere di Siviglia (1816) · La gazzetta (1816) · Otello (1816) · La Cenerentola (1817) · La gazza ladra (1817) · Armida (1817) · Adelaide di Borgogna (1817) · Mosè in Egitto (1818) · Ricciardo e Zoraide (1818) · Adina (1818) · Ermione (1819) · Eduardo e Cristina (1819) · La donna del lago (1819) · Bianca e Falliero (1819) · Maometto II (1820) · Matilde di Shabran (1821) · Zelmira (1822) · Semiramide (1823) · Ugo, re d'Italia (1824) · Il viaggio a Reims (1825) · Le siège de Corinthe (1826) · Ivanhoé (1826) · Moïse et Pharaon (1827) · Le comte Ory (1828) · Guillaume Tell (1829)